# Skákala
Skákala (vlastním jménem Petr Skala) je brněnský výtvarník a designer. 

## Život
Petr Skala se narodil v Brně. Vyučil se zámečníkem, pak pracoval v několika grafických studiích. Při studiu na Fakultě výtvarných umění Vysokého učení technického v Brně absolvoval stáž na britské Bradford College. Po studiu působil v nizozemském studiu Fabrique. V současné době žije a pracuje v Praze v České republice. Skákala se zabývá především animací, grafickým, webovým a motion designem. 

## Dílo
Za stop motion animaci pro nizozemskou společnost Van Beem & Van Haagen získal v roce 2010 jako první Čech jednu z ocenění v designu Red Dot – Best of the Best. Jeho práce získaly další ocenění – iF communication design, Art Directors Club Award (bronzová), European Design Award (broznová), HOW's Poster Design Award, Videomapping Maestro. Zhruba 18 let (s několika přestávkami) byl designérem festivalu Jazzfestbrno. Věnuje se také videomappingu a v roce 2011 se zlínským uskupením Hucot získal cenu Videomapping Maestro na festivalu VZÁŘÍ za mapping na budovu Krajinské lékárny v Olomouci. 
Skákala příležitostně extenduje svůj záběr do oblasti produktového designu a v roce 2014 společně se společností Gravelli vytvořil  interaktivní světlo Project 1.1 (Concrete Lightplace). 
Je např. designérem festivalu Dvořákova Olomouc. 